# Reli Srednja Europa
Reli Srednja Europa je utrka svjetskog reli prvenstva.

## Pobjednici
| Godina | Vozač            | Automobil            |
| ------ | ---------------- | -------------------- |
| 2023.  | Thierry Neuville | Hyundai i20 N Rally1 |
| 2024.  | Ott Tänak        | Hyundai i20 N Rally1 |

| Pobjede | Proizvođač | Pobjednička godina |
| ------- | ---------- | ------------------ |
| 2       | Hyundai    | 2023., 2024.       |